# Randia chiapensis
Randia chiapensis är en måreväxtart som beskrevs av Paul Carpenter Standley. Randia chiapensis ingår i släktet Randia och familjen måreväxter. Inga underarter finns listade i Catalogue of Life.